# Regionale raad van Hevel Eilot
De regionale raad van Hevel Eilot (Hebreeuws: מועצה אזורית חבל אילות) is een regionale raad in Israël. De regionale raad ligt in het zuidelijke district en is de meest zuidelijke gelegen raad van Israël. Ongeveer 3300 inwoners leven in de 12 gemeenschappen.

## Gemeenschappen

### Kibboetsen
- Eelot
- Elifaz
- Grofit
- Ketura
- Lotan
- Neot Smadar
- Neve Harif
- Samar
- Jotvata
- jahel

### Dorpen
- Be'er Ora
- Shaharut

Abu Basma · Alona · al-Batuf · Be'er Tuvia · Beit She'an Vallei · Bnei Shimon · Brenner · Bustan al-Marj · Centraal Arava · Drom HaSharon · Esjkol · Gan Raveh · Gederot · Gezer · Gilboa · Golan · Gush Etzion · Har Hebron · Hefervallei · Hevel Eilot · Hevel Modi'in · Hevel Yavne · Hof Ashkelon · Hof HaCarmel · Hof HaSharon · Jizreëlvallei · Emek HaYarden · Bik'at HaYarden · Lakhish · Lev HaSharon · Lodvallei · Lager Galilea · Ma'ale Yosef · Mateh Asher · Mateh Binyamin · Mateh Yehuda · Megiddo · Megilot · Menashe · Merhavim · Merom HaGalil · Mevo'ot HaHermon · Misgav · Nahal Sorek · Ramat HaNegev · Sha'ar HaNegev · Sdot Negev · Shafir · Shomron · Tamar · Hoger Galilea · Yoav · Zevoeloen